# Escatologia non abramitica
Questa pagina tratta delle credenze sulla fine del mondo, o sulla fine dell'era corrente, propugnate dalla escatologia delle religioni non abramitiche, termine che indica quelle religioni, antiche ed estinte, come la religione dei Maya, che non facevano riferimento alla tradizione abramitica; oppure altre religioni, cui attualmente aderiscono milioni di persone, come quella delle religioni dei buddisti degli induisti, o quelle dei nativi americani.
Inoltre affronta il tema dei vari film e libri di fiction, che sono stati ispirati a questo argomento.

## Introduzione
Molte tra le religioni del mondo hanno un'aspettativa profetica che si può mettere in collegamento all'idea abramitica della Fine dei Giorni. Questa sezione prende in esame alcune di queste teorie.

## Zoroastrismo
L'escatologia del Zoroastrismo è la più antica escatologia registrata nella storia.
Già nel 500 a.C., i zoroastriani avevano pienamente sviluppato dei concetti riguardanti la fine del mondo attraverso un fuoco divino che lo consumava.

### Dopo 10.000 inverni
Secondo la filosofia zoroastriana, redatta nel libro sacro Zand i Wahman Yasn, "alla fine del decimo-millesimo inverno... il Sole viene visto di meno ed avvistato piuttosto occasionalmente; l'anno, il mese, ed il giorno saranno più corti; e la terra e più spoglia e desolata; le coltivazioni non daranno più un loro seme; e gli uomini... diventeranno più ingannevoli e più propensi alle pratiche vili. Non possiedono più il sentimento di gratitudine a Dio."
"La ricchezza e gli onori verranno tutti da quelli che praticano una fede perversa... ed un'ombra nera rende l'intero cielo notturno... e pioveranno più creature nocive che piogge in inverno."
Alla fine della battaglia tra le forze del bene e del male, si verificherà un Giudizio finale di tutte le anime. I peccatori verranno puniti per 3 giorni, ma in seguito saranno perdonati. Il mondo raggiungerà uno stato di perfezione, dal momento che verranno a cessare la povertà, la vecchiaia, le malattie, la fame, la sete, ed infine la morte verrà fermata.
I concetti escatologici dei zoroastriani hanno una grande similitudine con quelli del Giudaismo, del Cristianesimo, e dell'Islam, in gran parte grazie all'influenza che lo zoroastrismo esercitò sul giudaismo quando l'intero Vicino Oriente si trovava sotto il controllo dell'impero achemenide ed il successivo sviluppo del Cristianesimo e dell'Islam dalla fase intermedia del giudaismo durante la deportazione in Babilonia.

## Buddismo
Buddha predisse che i suoi insegnamenti sarebbero scomparsi dopo 
500 anni. In accordo allo Sutta Piṭaka, le "dieci vie morali di condotta" scompariranno, e le persone seguiranno i dieci concetti amorali dell'assassinio, furto, violenza, menzogna, calunnia, adulterio, conversazione a vanvera su fatti ignoti, malevolenza ed invidia, volonterosa irascibilità, e lussuria perversa, che daranno luogo all'espansione di ogni genere di povertà ed alla fine delle leggi mondiali della verità, riassunte nel concetto di dharma. 
Come parte della loro escatologia, i buddhisti hanno profezie del tempo che precede l'arrivo di un grande Buddha noto come Maitreya, tempo che sarà caratterizzato da mancanza di devozione religiosa, debolezza fisica, depravazione sessuale, mancanza di pietà ed un disordine sociale generale.
Durante il Medioevo, la durata di questo tempo venne estesa a circa 5.000 anni.  Commentatori come Buddhaghosa predissero una lentamente progressiva sparizione degli insegnamenti del Buddha.  Durante la prima fase, l'arahat non sarebbe più apparsa nel mondo. Posteriormente, i contenuti dei veri insegnamenti del Buddha sarebbero svaniti, e si sarebbe preservata soltanto la loro forma.  Finalmente, si sarebbe addirittura dimenticata la forma del Dharma. Durante la fase finale, sarebbe stata cancellata ogni lieve memoria dello stesso Buddha, e l'ultima delle sue reliquie sarebbe stata messa nel Bodh Gaya e cremata. Dopo qualche tempo, in seguito a questo sviluppo, sarebbe sorto un nuovo Buddha col nome di Maitreya, che avrebbe rinnovato gli insegnamenti del Buddhismo ed avrebbe riscoperto il sentiero al Nirvana. I credenti pensano che Maitreya risieda attualmente nel paradiso Tushita, da dove aspetta per il momento della sua rinascita nel mondo.
Il declino del Buddhismo nel mondo, ed il suo eventuale ristabilimento da parte di Maitreya, sono in accordo con la forma generale della cosmologia buddhista. Come gli induisti, i buddhisti credono generalmente in un ciclo di creazione e di distruzione, di questi l'epoca corrente rappresenta soltanto l'ultimo stadio. Il Buddha storico Shakyamuni è soltanto l'ultimo di una serie di Buddha che si inoltra nel più remoto passato.

## Induismo
Gli Induisti hanno una visione ciclica della storia esterna in stretta correlazione con la spiritualità interiore. Il ciclo cosmico o "Kalpa" illustra il percorso del declino nello stato della natura e della civiltà tra periodi di estrema dilatazione del tempo nei quali Brahmā (Aspetto creatore della mente/spirito) rigenera il mondo dell'esistente/realtà. Secondo la credenza induista esistono quattro yuga o età in questo processo, che vanno dallo stato di completa purezza alla completa impurezza. L'era finale è il Kali Yuga, noto anche come "Era del Ferro", durante il quale la civiltà si degrada spiritualmente, la durata della vita umana è accorciata dalla violenza e dalle malattie e si osserva uno stato generale di decadenza nella natura. Questo è il periodo peggiore, che precede la totale distruzione, che in seguito sarà seguita dalla Satya Yuga simile alla leggendaria Età dell'oro vagheggiata sin dai tempi degli antichi greci.
Le profezie tradizionali degli induisti, come descritte nei Purāṇa ed in altri testi, affermano che il mondo dovrà precipitare nel caos e nella degradazione. In seguito vi sarà un rapido influsso di perversione, acredine e conflitto, e questo stato è stato descritto come:
Abhyuthanam Adharmasya Tadatmanam Srijami Aham»
(Bhagavad Gita, capitolo IV-7)
ed il dilagare delle ingiustizie, allora Io mi manifesterò nel Mio Essere!»
(Bhagavad Gita, capitolo IV-7)
In conseguenza di questa frase, ogni volta che vi sia un male intollerabile ed il caos nel mondo, avviene la comparsa di un avatar. Nel "Yuga" attualmente in corso , noto come il Kali (il più malvagio dei yuga), "Il Signore si manifesterà come Kalki Avatar... Lui ristabilirà la giustizia sopra la Terra ed all'interno delle menti delle persone che diventeranno pure come il cristallo."
Nell'induismo, non esiste una dannazione eterna delle anime. Allo stesso modo, non esiste neanche un tempo della fine. Dopo la fine di questo malvagio tempo del "Kali yuga", il prossimo yuga o epoca sarà lo "Satya Yuga" dove tutti saranno dei giusti, e sarà seguito dallo "Dwapara Yuga", dallo "Treta Yuga" ed infine da un ulteriore "Kali Yuga". Questo denota una concezione ciclica del tempo e le epoche si ripetono infinitamente. Comunque, la dimensione del male e della degradazione "tollerabili" in ogni epoca è differente e dunque la soglia che è necessaria per la manifestazione dell'incarnazione di Dio è differente per ogni yuga. L'attuale yuga è il più malvagio e dunque la soglia per la comparsa dell'avatar è così alta che il mondo deve degradarsi al massimo livello.

### Varie date fallite per la fine del mondo: 1936, 1976, 2036...
Vengono forniti diversi valori di durata per il Kalpa, a seconda dei vari gruppi, che vanno dai 5.000 anni secondo la Brahma Kumaris World Spiritual University fino a 4.320 milioni di anni nei termini della ortodossia Hindi. La Brahma Kumaris World Spiritual University (BKWSU) è l'unica tra i culti induisti nella sua credenza che esista una quinta era nota come "Era della Confluenza", che correla con il concetto cristiano di "Tempo della Fine", un tempo che secondo i loro insegnamenti coniuga la distruzione del mondo e la rivelazione di Dio. Secondo la BKWSU, l'Età della Confluenza è iniziata attorno al 1936 e, ipotizzano, tale era è molto breve e terminerà attorno al 2036; anche se hanno già fallito una predizione per la Fine del Mondo nel 1976.

## Nativi americani
Diversi tribù degli Amerindi hanno credenze simili concernenti la "fine dei tempi".

### Indiani Hopi
Tra i popoli indigeni delle americhe, gli indiani Hopi hanno nella loro fede tradizionale, la speranza del "Giorno della Purificazione" che sarà seguito da un grande rinnovamento generale.
I leader tribali delle tribù Hopi, come Dan Evehema, Thomas Banyaca e Martin Gashwaseoma, profetizzarono che la venuta dell'uomo bianco indichi la fine dei tempi, assieme ad una strana bestia "simile ad un bufalo ma con grandi corna che lo avrebbe soppiantato sulla terra". Era profetizzato che durante la fine dei tempi, la Terra sarebbe stata attraversata da "serpenti di ferro" e da "fiumi di roccia"; sulla terra sarebbe stata intrecciata una specie di gigantesca tela di ragno, ed i fiumi sarebbero diventati neri. (Un'interpretazione molto comune sostiene che i "serpenti di ferro" siano le ferrovie ed i treni, i "fiumi di roccia" le autostrade, e che la gigantesca tela di ragno corrisponda alle linee elettriche e telefoniche o addirittura al world wide web.)
Le Profezie degli Hopi annunciano che "in un grande luogo di sprofondamento o precipitazione"  (un buco nero ?) nei cieli si avrà un grande collasso o impatto astronomico. Apparirà come una stella blu, e la Terra diventerà una fredda landa deserta di sabbia, roccia ed acqua gelida. Allora gli uomini bianchi combatteranno contro altre persone nelle loro Terre, con quelli che possiedono la saggezza della loro presenza. Allora ci sarà fumo nei deserti, e segni che la grande distruzione si avvicina.
Molti allora moriranno, ma quelli che capiranno le profezie potranno intraprendere atti necessari ad aumentare le proprie chance di sopravvivenza, ad esempio andando a vivere nei luoghi della gente Hopi e così saranno al sicuro. Allora il Pahana o "Vero Fratello Bianco" tornerà a piantare i semi della saggezza nei cuori delle persone, e così potrà aprire la soglia dell'alba dell'era del Quinto Mondo.

### Indiani Lakota
Secondo il guaritore Black Elk (Alce Nero) della tribù dei Oglala Lakota  - "le tenebre discenderanno sulla tribù... il mondo uscirà dal suo equilibrio. Inondazioni, fuochi e terremoti allora verranno a seguire."
Quando si vedrà la "Donna del Cucciolo di Bufalo Bianco" si verificherà la purificazione del mondo. Allora Lei porterà di nuovo l'armonia e l'equilibrio spirituale.
Si segnala la nascita di singoli bisonti bianchi nel 1994, nel 1995 e nel 2006 in una fattoria di Janesville, nello stato USA del Wisconsin. Da allora, molti capi tribali hanno l'impressione che la profezia in realtà sia falsa.

### Indiani Maya
Gli antichi gruppi di indigeni Maya, ed i loro moderni discendenti credono che l'Universo sia stato rinnovato in precedenza per ben quattro volte. Il primo tentativo di produrre vita umana produsse soltanto animali; il secondo produsse delle persone fatte di ghiaia tritata che in seguito sarebbero diventati alcuni insetti (come formiche ed api); il terzo tentativo produsse scimmie; ed il quarto tentativo diede come risultato "i veri umani." Ogni precedente tentativo di creazione dell'umanità venne distrutto da una diversa catastrofe che pose fine all'Universo. Queste storie variano a seconda della tradizione del particolare gruppo Maya preso in esame: quasi tutti gli animali vennero distrutti da un'inondazione; le persone di ghiaia vennero quasi del tutto distrutte da un'inondazione e da una pioggia di fuoco globale; le genti-scimmia vennero attaccate dai loro stessi simili e dai loro animali.
Il ciclo dei Maya, che si basa su un calendario astronomico, ha completato il suo primo gran ciclo di circa 5.200 anni il 21 dicembre del 2012. Anche se in realtà non esiste evidenza sostanziale che gli antichi Maya considerassero la data come quella drammaticamante finale, si osserva come molte persone sostengano che questa data sia la "fine della Terra" o addirittura la "fine dell'Universo" nella prospettiva dei Maya.
La maggior parte degli autori e persone che seguono queste teorie pensano che i Maya volessero simboleggiare il "progressivo arrivo di un grande cambiamento, riguardante principalmente la sfera spirituale."

## Mitologie occidentali

### Mitologia greca
L'antica mitologia greca affermava che così come Zeus aveva deposto suo padre Crono, Zeus stesso sarebbe stato detronizzato da un figlio. Questo poteva essere percepito come l'equivalente della fine del mondo o di un'era. Prometeo gli rivelò che questo figlio sarebbe nato da Zeus e da Teti, figlia di Nereo, se avessero copulato. Al fine di prevenire questo evento, Zeus ordinò lo sposalizio di Teti con Peleo, un debole mortale. Questa unione diede come frutto Achille, l'eroe dell'Iliade ed uno dei più grandi personaggi del mito greco.

### Mitologia norvegese
Nella mitologia norrena un inverno freddissimo noto come Fimbulwinter si sarebbe esteso sulla Terra per portare il panico, il disordine e infine scontri tra le genti di Miðgarðr, poco prima dell'inizio del Ragnarǫk.
Ragnarok ("destino degli dei") è la battaglia durante la fine del mondo, combattuta tra gli dei (gli Æsir, i Vanir ed i Einherjar, guidati da Odino) e dalle forze del Caos (i giganti di fuoco, i Jotuns e vari mostri, comandati da Loki).
In questa conflagrazione apocalittica del Ragnarok non soltanto moriranno gli dei, i giganti, ed i mostri, ma quasi tutto nell'Universo sarà stravolto. Sopravviveranno soltanto gli dei Váli e Vidar, per poter comandare sul nuovo mondo, con la resurrezione di Baldr.

## Opere di fantasia
Molte delle credenze attorno alla fine dei tempi sono stati il soggetto di un buon numero di lavori di fiction.

### Letteratura
- Miti di Cthulhu, ciclo narrativo fantastico sulla fine del mondo di Howard Phillips Lovecraft
- The Last Jihad thriller politico di Joel C. Rosenberg